# توني بيلنجر
توني بيلنجر (بالإنجليزية: Tony Bellinger) هو مدرب كرة قدم ولاعب كرة قدم أمريكي، ولد في 8 ديسمبر 1957 في Willingboro Township, New Jersey ‏ في الولايات المتحدة. شارك مع منتخب الولايات المتحدة لكرة القدم. أما مع النوادي، فقد لعب مع دالاس تورنايدو.